# Pheucticus ludovicianus
El picogrueso pechirrosa, picogrueso pechirrosado o candelo tricolor (Pheucticus ludovicianus) es una especie de ave paseriforme de la familia Cardinalidae que anida en Norteamérica y migra en invierno a México, América Central, las Antillas y Sudamérica. El nombre de este pajarito se debe a la mancha triangular de color rojo intenso en su pecho, que contrasta con el negro de la cabeza y el blanco del vientre.
Las aves adultas son grandes en comparación con otros cardinálidos, pues miden 18-22 cm de longitud del pico a la cola. Pesan aproximadamente 40 g y tienen un pico grande, triangular y grueso, de color amarillento pálido.
El macho es predominantemente negro en las partes dorsales y blanco en las ventrales. La rabadilla es blanca con algunas manchas negras y las alas son negras con rayas blancas. En el pecho hay una evidente mancha rosa (casi roja) brillante, que se adelgaza hasta formar una delgada línea en el vientre.
La hembra es parda opaca, similar a la hembra de un gorrión (Passer domesticus), con una raya supraocular blanca; tanto el dorso como el pecho son rayados. La garganta y el vientre son blanquecinos, la cola es parda olivácea oscura, lo mismo que las alas, pero estas últimas tienen barras blancas en las alas. Los machos inmaduros son similares a las hembras.
Anida en el sur de Canadá y el este de los Estados Unidos, donde habitan en bosques caducifolios abiertos. En invierno las poblaciones más norteña son migratorias y se distribuyen desde el centro de México hasta Perú, y también en las Antillas, en tierras bajas de bosques tropicales o subtropicales.
Por acción del hombre, en los Estados Unidos el picogrueso pechirrosha aumentado su área de distribución hacia el oeste, y como consecuencia se han incrementado los índices de hibridación con la especie cercana Pheucticus melanocephalus.
Se alimenta de insectos que captura en los árboles o arbustos o directamente en el vuelo; también de semillas y pequeños frutos. En invierno suele frecuentar jardines y parques. Elabora sus nidos a partir de pequeñas ramas sobre árboles o arbustos.